# John G. Morrison
Pour les articles homonymes, voir Morrison et John Morrison.
John Gordon Morrison (13 juillet 1838 - 9 juin 1897) a participé à la guerre de Sécession et a reçu la Medal of Honor (médaille d'honneur) en 1862.

## Biographie
Morrison est né en Irlande, et est arrivé aux États-Unis en 1855. Enrôlé dans le 30th New York Infantry (30e Infanterie de New York) à Lansingburgh, dans l'état de New York, le 24 avril 1861, il se porte volontaire pour servir sur la canonnière USS Carondelet le 15 février 1862. Il est nommé capitaine d'armes (coxswain). Il a ensuite reçu la Medal of Honor (médaille d'honneur) pour sa bravoure exceptionnelle lors d'un engagement, le 15 juillet 1862, avec le navire cuirassé-bélier confédéré CSS Arkansas dans la rivière Yazoo. Il a été une source d'inspiration pour l'équipage lors de la tentative infructueuse du Carondelet d'arrêter la progression du bélier à travers le blocus de l'Union jusqu'au fleuve Mississippi.
Le capitaine d'armes Morrison est libéré de la marine le 31 mars 1863. En septembre 1864, il s'engage à Troy, dans l'État de New York, dans le 21st New York Cavalry Regiment (21e régiment de cavalerie) de l'État de New York, s'y fait enrôler comme simple soldat et en sort en mai 1865 à Bladensburg, dans l'État du Maryland.

## Citation pour la Médaille d'honneur
Rang et organisation : 

Grade et organisation : Maître d'équipage, Marine américaine. Entré en service à : Lansingburgh, N.Y. Né le 3 novembre 1842 en Irlande. N° d'ordre : 59, 22 juin 1865.
Citation :

En tant que capitaine d'armes à bord de l'USS Carondelet, Morrison a été félicité pour sa conduite méritoire en général et en particulier pour sa conduite héroïque et l'exemple qu'il a donné à l'équipage lors de l'engagement avec le navire-bélier rebelle Arkansas, sur la rivière Yazoo, le 15 juillet 1862. Lorsque le Carondelet fut gravement endommagé, plusieurs membres de son équipage tués, de nombreux blessés et d'autres presque asphyxiés par les effets de la vapeur qui s'échappait, Morrison fut le chef de file lorsque les pensionnaires furent appelés sur le pont, et le premier à retourner aux canons et à donner un coup de canon au bélier lorsqu'il passa devant lui. Sa présence d'esprit en temps de bataille ou d'épreuve est rapportée comme étant toujours remarquable et encourageante.

## Vie ultérieure
Morrison meurt à New York le 9 juin 1897.
Il est enterré au cimetière de Cypress Hills, à Brooklyn, New York. Sa tombe se trouve dans la section 9, lot 359.

## Hommage
En 1943, le destroyer USS Morrison (DD-560) de la classe Fletcher a été baptisé en son honneur.

## Référence
1. ↑  Two different dates of birth are found in available references. The Dictionary of American Naval Fighting Ships brief biographical sketch gives a birth date of 13 July 1838. Online references containing Morrison's Medal of Honor citation give his date of birth as 3 November 1842.
2. ↑  Morrison's journal states that he turned 24 on July 13, 1862.
3. ↑  30th New York VI Roster
4. ↑  21st New York Cavalry Roster
5. ↑  « MORRISON, JOHN G., Civil War Medal of Honor recipient », American Civil War website, 8 novembre 2007 (consulté le 8 novembre 2007)

## Source
- (en) Cet article est partiellement ou en totalité issu de l’article de Wikipédia en anglais intitulé « John G. Morrison » (voir la liste des auteurs).